# Diecezja Gokwe
Diecezja Gokwe (łac. Dioecesis Gokvensis; ang. Diocese of Gokwe) – jedna z 6 diecezji obrządku łacińskiego w Kościele katolickim w Zimbabwe w prowincji Midlands ze stolicą w Gokwe. Ustanowiona diecezją 17 czerwca 1991 bullą przez Jana Pawła II. Biskupstwo jest sufraganią archidiecezji Harare.

## Biskupi
- Biskup diecezjalny: Eusebius Jelous Nyathi
- Biskup senior: bp Angel Floro Martínez IEME (od 2017)